# Reba
Reba je TV serija koja je osvojila Zlatni Globus i nominirana je za nagradu Emmy. Serija se u SAD-u počela snimati na televizijskoj mreži The WB (od 2006. na televizijskoj mreži The CW)  godine 2001.
Unatoč najvećoj gledanosti na CW-u,zadnja epizoda serije je prikazana na nedjelju, 18. veljače 2007. godine.

## Kratki sadržaj
Reba Hart (Reba McEntire) rastavljena je majka troje djece. Njezin muž, zubar Brock (Christopher Rich) ostavio ju je zbog lude Barbre Jean (Melissa Peterman), koja radi kao zubna tehničarka u Brockovoj ordinaciji. 
Nakon što je Barbra Jean ostala trudna s Brockom, Reba ostaje živjeti sama sa svojom djecom i suočiti se s problemima koji je dočekaju: Njezina najstarija kćer, koja još pohađa srednju školu, Cheyenne, ostaje trudna s Vanom Montgomeryjem (Steve Howey),što dodatno pogoršava situaciju, dok dvanaestogodišnja Kyra (Scarlett Pomers) nadolazeći pubertet dočekuje s mješavinom bijesa i straha. Tri godine mlađem Jakeu (Mitch Holleman)najveći problem predstavlja hoće li njegovu najboljem prijatelju biti dopušteno prespavati kod Hartovih. Kako bi konce svog života ponovno uzela u ruke, Reba odluči da je muževa izdaja neće izbaciti iz tračnica i prelazi na plan B: poziva Vana da se useli kod njih kako bi bio pokraj svojeg djeteta. Stvari se dodatno pogoršaju kad se Brock i Barbra Jean sa svojim novorođenim djetetom Hernyjem dosele u susjednu kuću.
Reba i glavna autorica serije Allison Gibson odlučile su u okviru obiteljske humoristične serije propitivati i mnogo ozbiljnih tema. Fascinantno je kako su teme djece rastavljenih roditelja, muške depresije, tinejdžerske trudnoće ili ponovnog izlaženja na spojeve žena starijih od 40 godina Gibson i scenaristi obradili s punim dramskim poštovanjem i bez imalo trivijaliziranja, istodobno ostajući čvrsto ukotvljeni u lagani, zabavljački ritam komedije.

## Epizode i sezone
Prva epizoda "Rebe" na CW-u emitirala se 5. listopada 2001, nakon kojih je uslijedilo uspješnih 6 sezona (iako zadnja sezona ima gotovo upola manje epizoda od prethodnih). 18. veljače 2007. prikazana je posljednja, 125. epizoda, te je "Reba" završila s emitiranjem. U Hrvatskoj se počinje prikazivati na RTL Televiziji od 2008. godine.
1. sezona- 22 epizode;
2. sezona- 24 epizode;
3. sezona- 22 epizode;
4. sezona- 22 epizode;
5. sezona- 22 epizode;
6. sezona- 13 epizoda(saznaj više u poglavlju "Hoće li se Reba nastaviti snimati?"
Reba je imala i nekoliko poznatih gostiju glumaca i pjevača među kojima su bili JoMarie Payton (Nobile) Franck, Dolly Parton i Kelly Clarkson.

## Špica
Pjesma uvodne špice "Rebe" je "I'm a Survivor," koju pjeva Reba, a napisali su je Shelby Kennedy i Phillip White. Pjesma dolazi s Rebinog albuma "Greatest Hits Vol. 3: I'm a Survivor". 
U uvodnoj špici promijenjene su neke od riječi refrena pjesme "I'm a Survivor": "A single mom who works too hard" umjesto "A single mom who works two jobs", kako stoji u originalu, te u potpunosti promijenjena prva 2 stiha.
Tokom prve sezone pjesma je bila mirna i nježnija, veoma slična originalu, dok je nakon 11. epizode 2. sezone napravljen ritmičan i brz remix. U 5. i 6. sezoni koristi se 4. verzija pjesme, dakle još jedan remix.

## Hoće li se Reba nastaviti snimati?
Fanovi Rebe nadali su se kako će CW shvatiti vrijednost sitcoma i ponuditi devet dodatnih epizoda kako bi se upotpunila sezona. Postoji li mogućnost da će se Reba nastaviti? Iako su svi puni dvojbi, moguće je i to, jer, ovaj sitcom je, kao i Reba McEntire, pobjednik ("Survivor").

## Rebin spin-off?
Odmah nakon što je CW objavio da će se Reba prestati snimati, digle su se glasine o tome kako će se Reba ipak nastaviti- ili na drugoj televiziji ili u obliku spin-offa. No, vrlo je mala vjerojatnost da će se ijedno od toga dogoditi.
Jedan američki kabelski kanal, Lifetime, bio je zainteresiran da napravi Rebin spin-off, u kojem bi glavnu ulogu imali Van & Cheyenne. Serija bi ih prikazivala u svojoj kući sa svojom mladom obitelji, te bi možda gostovali čak i neki glumci iz Rebe. Pošto nikad nije službeno objavljeno da je ideja za taj spin-off uzeta u obzir, čini se da seriju o Vanu i Cheyenne nećemo gledati. Uostalom, šuška se da će Joanna Garcia i Steve Howey, koji glume Vana i Cheyenne u Rebi, dobiti uloge u novim sitcomima: Howey će imati glavnu ulogu u novom sitcomu "The Beast" koji je nastao po Britanskoj seriji Simona Nyea. Howey će glumiti šarmantnog ženskara veterinara koji mrzi životinje, ali voli upoznavati njihove ženske vlasnice. FOX bi ju trebao početi emitirati najesen 2009.
Garcia će imati sporednu ulogu u sitcomu The Captain, s Jeffreyem Tamborom, Fran Kranzom i Valerie Azlynn, u kojem će se filmski redatelj (Kranz)  preseliti u stari Holliwoodski apartman okružen ludim susjedima. CBS razmišlja o emitiranju ove serije usred sezone 2009-2010.
Reba McEntire je dala neke informacije u intervjuu koje kazuju da bilo kakav nastavak Rebe neće postojati. "Imali smo odličnih šest godina, bili smo vrlo uspješni i zahvalna sam svima na tome. Uznemirujuće je znati da se nećeš vratiti na televizijski posao. Ali za mene, to nije bio posao, nego zabava. Igrali smo se i najbolje provodili vrijeme. Scenaristi su bili odlični i sa svima je bio užitak raditi. To je sve bila jedna velika obitelj i nedostajat će mi. Ostajemo u kontaktu, ali ne dižemo se svako jutro u devet kako bi se igrali kako smo običavali."
Nadajmo se da Reba McEntire neće dugo izostajati s malih ekrana. Možda uspije dobiti sporednu ulogu u "The Beast" ili "The Captain"?

## Glavna ekipa serije Reba
Izvršni producenti:
- Kevin Abbott
- Mindy Schultheis
- Michael Hanel
- Matt Berry

Izvršni koproducenti:
- Reba McEntire
- Pat Bullard
- Chris Case
- Patricia Carr
- Lara Runnels
- Donald R. Beck

Producent:
- Jason Shubb

Koproducent:
- Sabrina Wind